# ボルタ電池

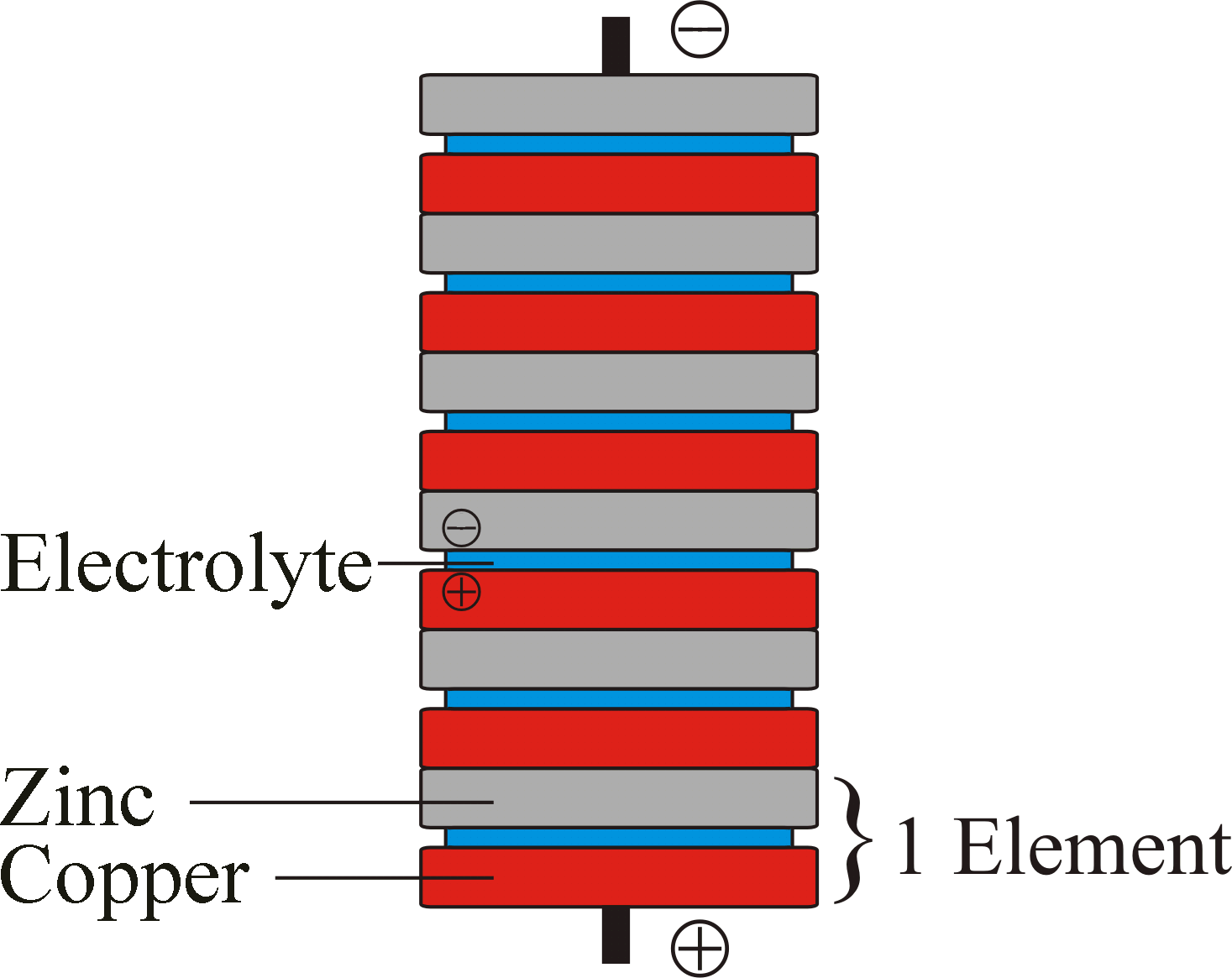
多層構造の初期のボルタ電池（ボルタ電堆）の図案

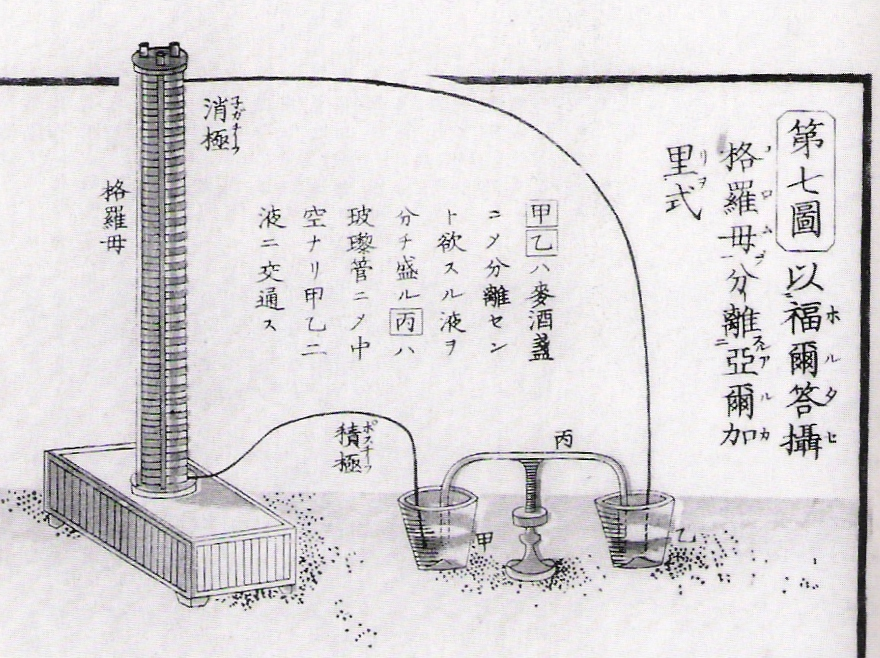
宇田川榕菴の「舎密開宗」より、ボルタ電池の解説

ボルタ電池（ボルタでんち、英: voltaic cell）は2種類の異なる金属と電解液の化学反応を利用して継続的な電流を作り出す装置で世界初の化学電池（ガルバニ電池）。ヴォルタ電池とも。1792年のルイージ・ガルヴァーニの研究報告を基に、イタリアの物理学者アレッサンドロ・ボルタが1794年に発明したものであり、さらに改良を重ねた1800年に発表された構造のものが知られる。特に初期の多層構造のものをボルタ電堆（ボルタでんたい、伊: Pila di Volta、英: voltaic pile）とも呼ぶ。対してボルタ電池という場合は、電解液の入ったガラス容器に電極板を浸した形状のものを一般に指す。 

## 歴史
1780年代、イタリアの科学者ルイージ・ガルヴァーニはカエルの解剖体から起電力を得られることを発見した（ガルヴァーニ電気）。ガルヴァーニの1792年の報告を基に、同じくイタリアのパヴィア大学の実験物理学教授・アレッサンドロ・ボルタは、ガルヴァーニの発見が2種類の異なる金属の作用によってもたらされていることに気がついた。彼は1794年に2種類の金属と塩水に浸した布または厚紙を回路状に配置することで、同様に電流が生じることを実証した。さらに1800年、ボルタは銅（または銀）と亜鉛の円盤（電極）のペアを、塩水に浸した布や厚紙で挟んで幾重にも階層状にした構造のものを発明した。これにより起電力を任意に上げることが可能になった。上下の端子を導線でつなぐことで継続的に電流が流れ、最初の「真の」電池と呼べるものであった。
ボルタが使用した実験機器の多くは彼が教鞭をとっていたパヴィア大学付属の歴史博物館に現在も保管されている。ただし、展示されているボルタ電堆については再現品である。オリジナルは発明から100周年記念で貸し出された際に、火災で焼失したからである。

## 仕組み
{\displaystyle {\ce {(-)Zn\ |\ H2SO4(aq)\ |\ Cu(+)}}}
正極に銅板を、負極には亜鉛板を用いる。電解液には硫酸を用いる。負極の亜鉛は、硫酸に含まれる水素イオンより金属のイオン化傾向が大きいため電子を失って2価の陽イオンとなる (Zn2+)。電子は導線を伝わって銅板に流れ、水素イオン (2H+) と反応して水素 (H2) となって放出される。この酸化還元反応は本来発熱反応であり、そのエネルギーを電子の流れにして電気エネルギーに変換したのがボルタ電池である。
ボルタ電池の反応式は次のように表される。
- 負極：{\displaystyle {\ce {Zn->Zn^{2}+\ +2{\mathit {e}}^{-}}}}
- 正極：{\displaystyle {\ce {2H^{+}\ +2{\mathit {e}}^{-}->H2}}}

ボルタ電池の実験を行うと、電流を流すと1.1ボルト程度だった起電力がすぐに0.76ボルトの起電力まで低下してしまう。これは銅板の表面がもともと酸化されていたため電流を流した直後の反応が次のように表せるからである。
- 負極：{\displaystyle {\ce {Zn->Zn^{2}+\ +2{\mathit {e}}^{-}}}}
- 正極：{\displaystyle {\ce {CuO\ +2H^{+}\ +2{\mathit {e}}^{-}->Cu\ +H2O}}}

表面の酸化銅が消費された後、最初の反応式のような反応になり、0.76ボルトの起電力に落ち着く。